# Sejm piotrkowski 1567
Sejm piotrkowski 1567 – sejm walny Korony Królestwa polskiego zwołany w styczniu 1567 roku do Piotrkowa.
Sejmiki przedsejmowe odbyły się: średzki 17 lutego, kolski 27 lutego, pruski 6 kwietnia 1567 roku.  
Obrady sejmu rozpoczęły się 7 kwietnia, a zakończyły przed 20 czerwca 1567 roku. Był to ostatni sejm w Piotrkowie.